# Yannick Mellier
Pour les articles homonymes, voir Mellier.
Yannick Mellier, né le 16 septembre 1958, est un astrophysicien français. Il est connu pour ses travaux sur le cisaillement gravitationnel.

## Biographie
Yannick Mellier soutient son doctorat en astrophysique à l'université Toulouse III-Paul-Sabatier en 1987. Il est chercheur à l'Institut d'astrophysique de Paris depuis 1996. Il obtient le prix Jean Ricard de la Société française de physique en 2005 et le prix Gay-Lussac Humboldt en 2006.

## Lentilles gravitationnelles
En 1987 il fait partie de l'équipe qui met pour la première fois en évidence (de façon fortuite) le phénomène d'arc gravitationnel géant dû à un phénomène de lentille gravitationnelle entre deux galaxies,, au sein de l'amas de galaxies Abell 370.

## La matière noire dans l'univers
En 1996, il entreprend avec son équipe principalement composée de chercheurs français de déterminer la répartition spatiale de la matière noire dans l'Univers via une technique nouvelle, le cisaillement gravitationnel. L'idée est de faire une étude statistique à grande échelle de la déformation des images des galaxies d'arrière plan due à l'interaction gravitationnelle entre les rayons lumineux issus de ces galaxies avec la matière noire présente entre la Terre et ces structures, déviant les rayons lumineux envoyés par celles-ci (leur image nous arrive donc déformée). Si l'effet est faible et non mesurable sur une galaxie prise au hasard, il se traduit par une faible mais mesurable tendance à l'alignement des images de ces galaxies d'arrière-plan du fait des légères déformations de leurs images. La faiblesse de l'effet rend nécessaire l'utilisation d'un champ d'observation assez grand, supérieur à un degré carré
Cette étude, utilisant un matériel dédié implanté sur le télescope Canada-France-Hawaï a abouti en mars 2000 à une première cartographie de la répartition de la matière noire.
Jusqu'en 2012, une étude similaire a été menée par l'équipe de Yannick Mellier, avec cette fois une caméra CCD plus grande appelée MegaCam, permettant d'étudier une surface vingt fois plus grande que lors de la première étude.

## Distinction
- Médaille d'argent du CNRS (2009)[7]